# Idemo dalje (album)
Idemo dalje je šesti studijski album Koketa. Izdat je 2009. godine. Izdavačka kuća je Hajat produkcija.

## Pesme
| 1. Njen rođendan 2. Doći ću 3. Stara ljubavi 4. Nevjernica 5. Boem 6. Neka srce poludi 7. Zavodnica (duet sa Adnanom Jakupovićem) 8. Idemo dalje 9. Kad te neko spomene 10. Jadno prijateljstvo 11. Moja dobra vilo |

## Spoljašnje veze
- Idemo dalje na sajtu Tekstomanija